# Guy Brossollet
Pour les articles homonymes, voir Brossollet.
Guy Brossollet, né le 22 août 1933 à Épinal (Vosges) et mort le 12 septembre 2015 à Saint-Mandé (Val-de-Marne), est un auteur et essayiste français. Militaire de carrière et sinisant, il fut le premier traducteur en français de l'œuvre poétique de Mao Tsé-toung (Mao Zedong) dans son intégralité. Il est officier de la Légion d'honneur[Quand ?] et détenteur de la croix de la Valeur militaire avec palme et trois étoiles.

## Biographie
Né dans une famille comportant de nombreux officiers, Guy Brossollet est issu de la 140e promotion de l'École spéciale militaire de St-Cyr Coëtquidan, 1953-1955 « Ceux de Dien-Bien-Phu ».
Il a servi quatre ans et demi (1956-1961) en Algérie, d'abord dans les Aurès (7e régiment de tirailleurs algériens), puis comme chef de peloton méhariste dans le Tassili des Ajjer (Sahara) de décembre 1957 à janvier 1961. De 1961 à 1963, il est en poste au Laos, où il découvre la langue chinoise.

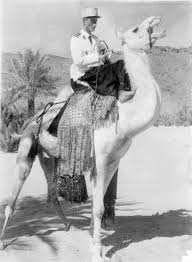
Guy Brossollet lors de son séjour au Sahara comme officier méhariste.

Il s'est ensuite consacré à l'apprentissage du chinois (INALCO à Paris) et à la connaissance de la Chine, au cours de postes à Hong Kong (2 séjours) et Pékin. En 1969 sa traduction complète du chinois vers le français des 38 poèmes de Mao Tsé Toung (Mao Zedong), lui vaut d'être une des sources non référencées ,de Philippe Sollers pour ses propres traductions d'une dizaine de poèmes de Mao, ainsi que la cible de critiques d'ordre idéologique de la part de ce dernier, et même de son amie Julia Kristeva .   
Pendant ses études à l'École supérieure de guerre de 1972 à 1974, il écrivit l’Essai sur la non-bataille, qui fut traduit plus tard en plusieurs langues étrangères. Cet essai constituait une réflexion stratégique, remettant d'une part en question l'efficacité de l'arme nucléaire tactique et du corps de bataille blindé en cas d'attaque soviétique (tout en restant dans le cadre de la  politique de dissuasion nucléaire, fondement de la stratégie de défense nationale française), et proposant d'autre part une défense en profondeur de type « modulaire » mettant en œuvre de petites unités mobiles de quelques hommes. Ces théories suscitèrent à l'époque de la parution du livre un débat important au sein des communautés militaire et stratégique françaises,et occidentales  et font aujourd'hui encore l'objet de commentaires,.  
Ses activités comme attaché militaire à Pékin de 1976 à 1979 (et ses démêlés avec Philippe Sollers) sont évoquées par son ami l'ancien ambassadeur de France Claude Martin,. Il a ensuite travaillé pour différentes entreprises françaises, d'abord à Pékin (1979-1982), puis à Paris, où il a repris par la suite son activité d'écrivain. Ses ouvrages ultérieurs, à caractère historique, traitent sous divers angles de la colonisation européenne en Asie au XIXe siècle et au XXe siècle.

### Héritage de l'Essai sur la Non-Bataille
En raison de cet « Essai sur la Non-Bataille », Guy Brossollet est aujourd'hui considéré comme l'un des précurseurs du concept de techno-guérilla, ; il ne partageait cependant pas l'opposition à la dissuasion nucléaire des promoteurs du concept,. Définie sous ce terme par des stratèges allemands dans les années 1980 (dont Horst Afheldt (de)), la techno-guérilla aurait été appliquée sur le terrain pour la première fois de façon systématique par le Hezbollah pendant la guerre du Liban en 2006 ,, ce qui entraîna un regain d'intérêt pour les thèses de Guy Brossollet, un numéro de la revue « Défense et Sécurité Internationale » consacré à la techno-guérilla le citant abondamment. Le concept de « network-centric warfare » a été rattaché aux idées de Brossollet,,.  La genèse de l'Essai et son retentissement national et international, y compris sur le plan politique, ont été analysés dans un ouvrage publié en mars 2022.  
En 2022, plusieurs spécialistes de stratégie et journalistes ,,, y compris anglo-saxons (anglicisant le concept en « non-battle ») ont fait un parallèle entre le conflit russo-ukrainien et le concept de Non-Bataille : l'avancement retardé des colonnes de blindés russes, ralenties et diminuées par des attaques incessantes « du faible au fort » (petites équipes mobiles utilisant notamment des armes anti-chars légères - les mêmes dont Guy Brossollet préconisait l'emploi -, ont permis à l'Ukraine de trouver le temps du recours à d'« autres moyens » (négociation, intervention de puissances tierces, sanctions économiques). Mais ces autres moyens n'incluent pas l'emploi de l'atome (en tout cas pas au 31 mars 2022...),  différence importante avec la thèse centrale de Guy Brossollet, pour lequel l'arme atomique gardait son rôle de dissuasion et de « signification ».  
L'Essai sur la non-bataille a été réédité en novembre 2022 par les éditions Jean Villequiers.

#### Note sur l'orthographe du nom
Depuis son apparition en 1823, le patronyme Brossollet (lui-même une orthographe dérivée de Brossolette, nom d'origine de l'arrière-grand-père de Guy Brossollet, l'amiral Louis-Joseph Brossollet) est très fréquemment mal orthographié en Brossolet  (un seul L) et notamment en ce qui concerne Guy Brossollet,. Une recherche complète sur Guy Brossollet dans des bases bibliographiques ou webographiques doit donc intégrer l'orthographe incorrecte.

## Liste des œuvres principales
- Guy Brossollet (traduction et commentaires), Poésies complètes de Mao Tse-toung, Éditions de l'Herne, 1969. puis éditions Parti pris à Montréal, 1971  (ISBN 978-0-8851-2045-1)
- Guy Brossollet, Essai sur la non-bataille, Éditions Belin, 1975.  (ISBN 2-7011-0245-6)[14]
  - traduit en allemand : Emil Spannocchi, Guy Brossollet, Verteidigung ohne Schlacht: 1. Verteidigung ohne Selbstzerstörung. 2. Das Ende der Schlacht, Éditions Hanser-Verlag 1976,  (ISBN 3-446-12287-7)
  - traduit en serbe, Gi Brosole, Ogled O Nebitki, Ed. Vojnoizdavacki Zavod, Belgrade, 1978

- Guy Brossollet, Souvenirs des mers de Chine et d'autres eaux, lettres de l'amiral Louis-Joseph Brossollet (1823-1898), Éditions Belin, 1996.  (ISBN 978-2-7011-2184-0)

- Guy Brossollet, Les Français de Shanghai, 1849-1949, Éditions Belin 1999. Prix Auguste-Pavie, décerné par l'Académie des sciences d'outre-mer.  (ISBN 978-2-7011-2514-5)

## Publications dans des journaux ou revues
Dans la revue Défense nationale « Ombres et lumières sur le Laos » (no 279, juin 1969)
La langue chinoise est-elle compatible avec la pensée moderne ?, no 259, juillet 1967
Le Parti communiste français et la Chine », no 269, juin/juillet 1968

### Dans la revue Géopolitique (revue de l'Institut International de Géopolitique)
Défense et insularité, n°46, été 1994, p51-55 (numéro spécial sur Taiwan)
Shanghai : de l'audace à la démocratie, n°67, octobre 1999, p96-102 (Numéroe spécial Chine 1949-1999)

### Dans la revue "Nouveaux Mondes (Revue du CRES, Genève)"
- Les états d'âme de l'armée Chinoise, n°5, été 1994
- Le cas chinois ou les abus du rêve, n°2, été 1993

### Autres articles
- Hier, Les Touareg Ajjer, Le Saharien, no 199, Décembre 2011, p. 39-56
- Fidélité et révolte dans la poésie de Mao Tsé-toung: la Terre, l'Eau et le Vent, Ouvrage collectif "Mao Tsé-toung"', pp 367-384, L'Herne, Paris, 1972
- La Lingua Cinese e il progresso Scientifico, Lo Spettatore Internazionale, Nov-dec 1967, no 6 p. 783-799
- Passerelles Françaises à Shanghai, revue des deux Mondes, juin 2004[32]

### Autres publications
- Guy Brossollet et François Joyaux, Le Laos, La documentation française, octobre 1969, n°3/630
- Les zones de préservation dans la Chine contemporaine, La Documentation Française,n°3448-3449, décembre 1967, p. 63-76

### Autres oeuvres
Annuaire des Français de Shanghai, 1842-1955, Editions Rive Droite, 2002
Chronique d'une illustre famille de Shanghai, les Zhu 1850-1950 (Souvenirs de Zhu Yi-Sheng) , Editions Rive Droite, 2002
D'Algérie en Berry, Parcours d'une famille française, 1854-2007, ouvrage de commande 

### Sous le nom de plume Jean Villequiers

#### Dans la revue "Le Spectacle du Monde"
- Hong-Kong, dans le jeu énorme du théâtre chinois, n°68, Juin 1968
- Qu'y a-t-il à gagner avec Mao ? n° 111, Juin 1971, pp58-62
- Le Nouveau Singapour, n°113, Août 1971, p. 34-39
- Macao : cité du Nom de Dieu, n° 121, Avril 1972, p74-79

#### Dans l'hebdomadaire  «France Catholique Ecclesia»
- Mao face au début de l'après-Mao, n°1531, 16 avril 1976, p.9
- Les funérailles d'un Dieu, n°1558, 22 octobre 1976, p.7 (sur les obsèques de Mao Zedong dont G Brossollet a été un des rares témoins oculaires)
- Des tambours pour un vaudeville, n°1562, 19 novembre 1976, p7
- Messe à Pékin, n°1575, 18 février 1977, p17

## Décorations
- Officier de la Légion d'honneur (2002)[33]